# ديلا فيتوريا

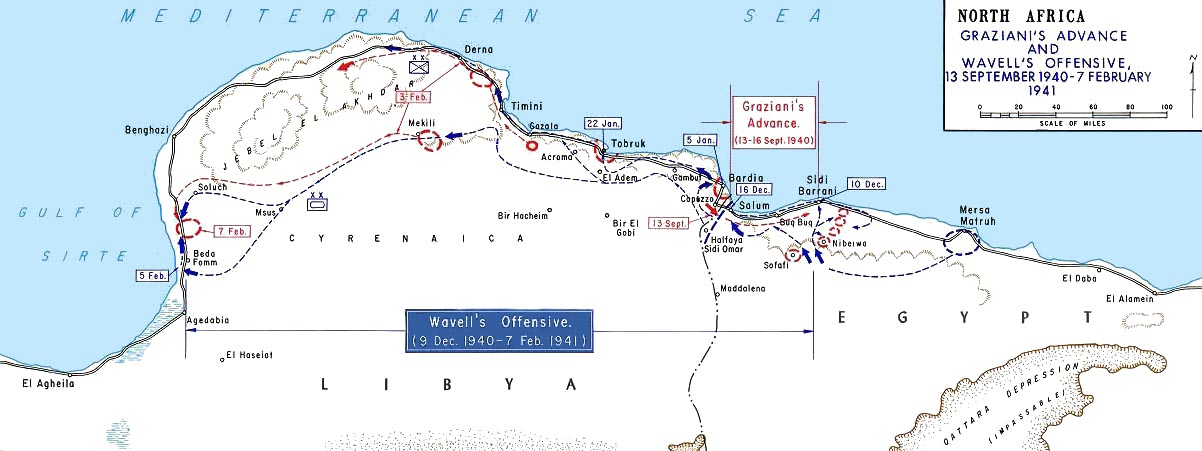
خريطة توضح "فيا ديلا فيتوريا" من بارديا إلى سيدي براني (انقر للتكبير)

كان طريق النصر (بالإيطالية : Via della Vittoria) طريقًا عسكريًا بين بارديا في ليبيا الإيطالية وسيدي براني في غرب مصر.

## صفات
تم بناء طريق النصر من قبل المهندسين الإيطاليين خلال الحرب العالمية الثانية ، بين سبتمبر وديسمبر 1940. وانطلق الطريق من سيدي براني ، مصر ، إلى حدود ليبيا الإيطالية ومتصلًا بالطريق الساحلي الليبي. كان عرضه 11 مترا (12 ياردة) ومزفت.
كانت تسمى رسميًا ديلا فيتوريا في شمال إفريقيا الإيطالية من أجل تمييزها عن شارع النصر الأخرى التي بنيت عام 1939 في إثيوبيا / إفريقيا ايطاليا الشرقية.

## تاريخ
غزا الجيش الإيطالي مصر في صيف عام 1940 وتوغل فيها حتى سيدي براني. أجبرت الحاجة إلى الاتصال من أجل إمداد الجيش ببناء هذا الطريق الجديد.
انطلاقا من أسلوب استعماري منظم ، نشر القائد الإيطالي في مصر ، الجنرال ماريو بيرتي ، الوحدات المتقدمة من جيشه (الليبي الأول والثاني ، 3 يناير ، فرقة بلاكشر ، سيرين وكاتانزارو ، بالإضافة إلى مجموعة لواء ماليتي الآلية) في حلقة من نقاط القوة حول سيدي براني ، وبدأت العمل على مد طريق بالبيا إلى مصر ....

- قاعة إدموند 
في خريف عام 1940 أمر المارشال الإيطالي رودولفو جراتسياني جيشه في غرب مصر بإكمال هذا الطريق الساحلي الجديد الممتد عبر طريق بالبيا 100 كيلومتر (60 ميل) داخل مصر ، حتى من أجل إنشاء بنية تحتية للغزو الإيطالي المخطط لدلتا النيل في يناير. / فبراير 1941.
في ديسمبر 1940 ، استخدمت القوات البريطانية الطريق الجديد خلال عملية البوصلة. في العامين التاليين ، تضرر الطريق بسبب التغييرات المستمرة في الجبهة بين قوات المحور تحت قيادة إروين روميل والحلفاء.

## أنظر أيضا
- حملة شمال إفريقيا